# Stefano Pinsone
Stefano Pinsone (* 9. Oktober 2003) ist ein italienischer Ruderer und Weltmeister 2023 im Leichtgewichts-Zweier ohne Steuermann.

## Sportliche Karriere
Bei den Junioren-Weltmeisterschaften 2021 wurde Pinsone Fünfter mit dem italienischen Achter. Im Jahr darauf trat er bei den U23-Weltmeisterschaften 2022 zusammen mit Francesco Bardelli im Leichtgewichts-Zweier ohne Steuermann an, die beiden wurden mit einer Sekunde Rückstand Zweite hinter der Crew aus den Vereinigten Staaten. Auch bei den U23-Weltmeisterschaften 2023 gewann der US-Zweier vor den beiden Italienern, diesmal allerdings mit fast vier Sekunden Vorsprung. Im Gegensatz zu den Amerikanern traten Bardelli und Pinsone auch bei den Weltmeisterschaften 2023 in Belgrad an und gewannen mit fünf Sekunden Vorsprung vor dem ungarischen Zweier.
Bardelli und Pinsone starten für die Reale Società Canottieri Cerea.